# Сухотин, Иван Владимирович
Иван Владимирович Сухотин (24.09.1854, село Стружня, Калининский район, Тверская губерния — 11.01.1913, Санкт-Петербург) — дворянин, контр-адмирал Российского императорского флота. Служил на Балтийском море и Тихом океане, участвовал в дальних походах, с января 1901 года по июль 1904 года в чине капитана 1-го ранга командовал крейсером «Аврора». В 1907 году вышел в отставку.

## Служба
Иван Сухотин с 1871 года зачислен на службу. В 1875 году гардемарином окончил Морской корпус, зачислен в Балтийский флот. В 1876 году произведён в чин мичмана, участвовал в дальних походах. К 1885 году произведён в чин лейтенанта. В 1888 году окончил минный офицерский класс. Находился в плаваниях по Балтике и в европейских водах. Далее переведён на Тихий океан.
В августе 1890 года назначен командовать парусно-винтовым транспортом «Тунгус». В этом же году в чине капитан-лейтенанта переведён в должность старшего офицера на канонерскую лодку «Сивуч» под командованием капитана 2-го ранга А. П. Плаксина. Во время плавания в Бангкок, в начале июля 1891 года офицеры корабля нанесли официальный визит королю Сиама Чулалонгкорну и от имени русского правительства передали орден Святого апостола Андрея Первозванного и личное письмо императора Российского Александра III. За оказанную честь король Сиама пожаловал командиру «Сивуча» орден Белого слона II класса, а Ивану Сухотину орден Белого слона III класса. По возвращении в Россию командовать канонерской лодкой назначен капитан 2-го ранга Н. А. Астромов, а Иван Сухотин остался в должности старшего офицера. Далее с 1891 на 1892 год лодка под флагом командующего Тихоокеанской эскадрой контр-адмирала П. П. Тыртова ходила к берегам Цинской империи и Японии. В 1892 году Иван Владимирович произведён в чин капитана 2-го ранга. 27 сентября Н. А. Астромов назначен временно исполнять обязанности командира крейсера 2-го ранга «Забияка», а «Сивуч» перешёл под командование И. В. Сухотина. 3 ноября Н. А. Астромов вернулся на «Сивуч» и, соответственно, И. В. Сухотин занял ранее занимаемую должность старшего офицера.
В 1894—1895 годах капитан 2-го ранга И. В. Сухотин вновь назначен командовать парусно-винтовым транспортом «Тунгус».
В 1897 году Иван Сухотин назначен командиром транспорта «Якут». В 1898 году крейсерство в районе Петропавловского Порта и острова Беринга.
В начале 1900 года принял под командование канонерскую лодку «Сивуч». В ночь со 2 на 3 июня 1900 года во время Ихэтуаньского восстания, по приказу Я. А. Гильтебрандта лодка в составе отряда под флагом младшего флагмана контр-адмирала М. Г. Веселаго была отправлена в Порт-Артур для переброски войск оттуда в Таку для атаки на форты Таку.
В начале 1901 года И. В. Сухотин назначен командиром строящегося крейсера 1-го ранга «Аврора». С наступлением 1902 года произведён в чин капитана 1-го ранга, и уже 28 июля этого же года вывел «Аврору» в первое плавание — переход в Кронштадт. С 1902 по 1903 год он командовал крейсером на ходовых и сдаточных испытаниях. В сентябре 1903 года повёл крейсер на Дальний Восток в составе эскадры Тихого океана. В Средиземном море И. В. Сухотин получил приказание из ГМШ войти в Отдельный отряд судов под командованием контр-адмирала А. А. Вирениуса. В апреле 1904 года крейсер пришёл в Порт Александра III близ Либавы для формирования Второй Тихоокеанской эскадры. 11 июля И. В. Сухотин в Кронштадте передал командование крейсером капитану 1-го ранга Е. Р. Егорьеву.
В 1905 году командовал учебным судном «Океан».
В 1906 году И. В. Сухотин произведён в чин контр-адмирала, а в 1907 году окончил службу. После выхода в отставку проживал в Санкт-Петербурге, где и скончался 11 января 1913 года. Похоронен на Смоленском православном кладбище (участок 36, 1-я Надежденская дорожка). Захоронение огорожено цепями и якорями, у изголовья установлен гранитный крест на постаменте.

## Память
- В честь Ивана Владимировича назван остров Сухотина, расположенный при входе в губу Лебяжью на расстоянии около 800 метров от острова Феклистова, которые входят в Государственный природный заказник федерального значения «Шантарские острова». Остров описан и назван в 1885 году в ходе гидрологической экспедиции клипера «Абрек»[14][15][16][17].